# Хелли, Эдуард
Эдуард Хелли (нем. Eduard Helly; 1 июня 1884, Вена, Австро-Венгрия — 28 ноября 1943, Чикаго, США) — австрийский математик, один из основоположников функционального анализа.

## Биография
Эдуард Хелли родился в еврейской семье в Вене в 1884 году. В 1907 году он окончил Венский университет, где обучался в том числе у Больцмана, Виртингера, Мертенса и Хана. После окончания университета он на год уехал в Гёттинген, где посещал семинары Клейна, Гильберта, Рунге и Минковского в Гёттингенском университете. Первая научная публикация Хелли — «Об одной теореме из теории линейных функциональных операторов» (нем. «Über einen Satz aus der Theorie der linearen Funktionaloperationen») — датирована 1912 годом. Эту работу он посвятил своей подруге и будущей жене Элизе Блох, также обучавшейся в это время у Виртингера.
В 1913 году Хелли доказал знаменитую теорему о пересечении компактных выпуклых множеств. Об этом результате он рассказал своему коллеге Иоганну Радону, который в 1915 году (по другим данным — в 1921 году) опубликовал собственное доказательство этого факта. Авторское доказательство теоремы Хелли было опубликовано лишь в 1923 году.
После начала Первой мировой войны Хелли был призван в армию. В 1915 году он получил тяжёлое огнестрельное ранение лёгкого, был взят в плен и последние годы войны провёл в лагерях для военнопленных в Никольске (ныне — Уссурийск) и Тобольске. Даже в тяжёлых условиях лагерей Хелли продолжал занятия наукой, в том числе обучал другого военнопленного — 19-летнего Тибора Радо, в будущем известного венгерского математика. Несмотря на Гражданскую войну, в 1920 году Хелли удалось через Японию и Египет вернуться в Австрию.
В 1921 году Хелли показал Хану свою написанную в плену третью работу — «Об уравнениях с бесконечным числом неизвестных» (нем. «Uber Gleichungen mit unendlich vielen Unbekannten»). Хан оценил её очень высоко, отметив, что в этой области Хелли превзошёл всех своих предшественников.
В том же году Эдуард Хелли и Элиза Блох поженились.
В эти годы Хелли был завсегдатаем знаменитой венского кафе «Централь», где собирались известные деятели науки и культуры. Там он общался, в частности, с математиком, физиком и философом Филиппом Франком, а также с писателем Германом Брохом.
Несмотря на новаторские идеи, Хелли в течение долгого времени не имел постоянного места работы, зарабатывая репетиторством и написанием «решебников». Позже он устроился на работу в банк, но в 1929 году тот разорился. Вскоре после этого он нашёл работу в страховой компании «Phönix-Versicherung», где проработал до её банкротства в 1937 году.
Хелли увлекался фотографией; некоторые из его снимков были использованы в рекламе австрийского туристического агентства.
После присоединения Австрии нацистской Германией в 1938 году Хелли был лишён права преподавать. В том же году он получил грин-карту и вместе с женой и ребёнком эмигрировал в США. Там он также столкнулся со сложностями в поиске работы. При содействии Эйнштейна получил незначительную должность в начальном колледже Патерсона, в 1941 году перешёл в начальный колледж Монмута. Кроме того, супруги Хелли работали в сигнальном корпусе армии США.
Лишь за несколько недель до смерти, в 1943 году, Хелли стал профессором недавно основанного Иллинойсского технологического института.
Эдуард Хелли умер 28 ноября 1943 года от сердечного приступа, вызванного последствиями ранения.

## Достижения
Эдуард Хелли во многом предвосхитил развитие функционального анализа, в первой своей публикации доказав теорему Хана — Банаха за 15 лет до Хана и за 20 лет до Банаха. Кроме того, он развил теорию ортогональных систем и заложил основания теории двойственности в бесконечномерном пространстве. В достаточно общих ситуациях он доказал теорему о продолжении линейных функционалов, принцип равномерной ограниченности, ввёл понятия нормированного пространства и двойственности в линейном анализе.
С именем учёного связаны теорема Хелли, семейство Хелли, теорема выбора Хелли, метрика Хелли, теорема Хелли — Брэя.